# Sarah Biasiniová
Sarah Magdalena Biasiniová (* 21. července 1977 v Gassinu, Var, Francie) je francouzská herečka, dcera herečky Romy Schneiderové a jejího druhého manžela a osobního sekretáře Daniela Biasiniho.
Studovala nejprve historii umění na pařížské Sorbonně, později i divadlo a herectví na Strasbergově filmovém a divadelním institutu v americkém Los Angeles a v Actors' Studiu v New Yorku.
V roce 2004 úspěšně debutovala ve francouzské minisérii Julie, žena s tajemstvím, jež byla nominována na cenu Emmy.

## Filmografie
- 2004 - Julie, žena s tajemstvím
- 2005 - Dům u kanálu
- 2008 - Muž a jeho pes
- 2012 - Associés contre le crime